# In ovo
in ovo（イン・オヴォ）とは、「卵内で」を意味する用語であり、学術論文などにもしばしば登場する。由来はラテン語。
卵内で起こるプロセスを意味する。ワクチンを短期間で大量に製造するための手法として使用される。

## 特許
- アメリカ合衆国特許第 6,231,871号 Live in ovo vaccine
- アメリカ合衆国特許第 7,491,399号 In Ovo vaccine against infectious bursal disease